# Список политических партий Парагвая
Ниже приведён список политических партий Парагвая. Парагвай был однопартийным доминирующим государством с партией Колорадо до всеобщих выборов в Парагвае в 2008 году, когда оппозиция, Патриотический альянс за перемены, победила на президентских выборах.

## Список

### Парламентские
| Название | Название                                                                     | Аббр.  | Основана | Идеология                                   | Лидер                 | Сенаторы | Депутаты |
| -------- | ---------------------------------------------------------------------------- | ------ | -------- | ------------------------------------------- | --------------------- | -------- | -------- |
|          | Партия Колорадо Partido Colorado                                             | ANR-PC | 1887     | Национал-консерватизм Неолиберализм         | Марио Абдо Бенитес    | 17 из 45 | 42 из 80 |
|          | Аутентичная радикальная либеральная партия Partido Liberal Radical Auténtico | PLRA   | 1978     | Либерализм Радикализм                       | Эфраин Алегре         | 13 из 45 | 17 из 80 |
|          | Большой фронт Frente Guasú                                                   | FG     | 2010     | Демократический социализм Левый популизм    | Карлос Филиццола      | 6 из 45  | 0 из 80  |
|          | Партия любимого Отечества Partido Patria Querida                             | PPQ    | 2002     | Консервативный либерализм Civic nationalism | Педро Фабул           | 3 из 45  | 3 из 80  |
|          | Прогрессивная демократическая партия Partido Democrático Progresista         | PDP    | 2007     | Социал-демократия Демократический социализм | Дезире Маси           | 2 из 45  | 0 из 80  |
|          | Национальный союз этических граждан Unión Nacional de Ciudadanos Éticos      | UNACE  | 2002     | Национализм Консерватизм                    | Хорхе Овьедо Матто    | 1 из 45  | 0 из 80  |
|          | Национальный альянс большого обновления Gran Alianza Nacional Renovada       | GANAR  | 2017     | Социал-либерализм Прогрессивизм             | Карлос Матео Балмелли | 0 из 45  | 10 из 80 |
|          | Национальная встреча Partido Encuentro Nacional                              | PEN    | 1991     | Социал-демократия Социал-либерализм         | Фернандо Камачо       | 0 из 45  | 2 из 80  |

### Непарламентские
- Христианско-демократическая партия (Partido Demócrata Cristiano)
- Парагвайская коммунистическая партия (Partido Comunista Paraguayo)
- Партия за страну солидарности (Partido País Solidario)
- Революционная социалистическая партия (Partido Socialista Revolucionario)
- Рабочая партия (Partido de los Trabajadores)
- Революционная фебреристская партия (Partido Revolucionario Febrerista)

## Исторические партии
Либеральная партия Парагвая боролась с партией Колорадо за господство в стране в первой половине 20 века. К концу режима Альфредо Стресснера Либеральная партия Парагвая больше не существовала, но ее политический преемник, Аутентичная радикальная либеральная партия, теперь является второй по величине политической партией в стране.